# Mounira Hadj Mansour
 (février 2019).
Si vous disposez d'ouvrages ou d'articles de référence ou si vous connaissez des sites web de qualité traitant du thème abordé ici, merci de compléter l'article en donnant les références utiles à sa vérifiabilité et en les liant à la section « Notes et références ».
Pour les articles homonymes, voir Mansour.
Mounira Hadj Mansour, née le 26 juin 1989 à Amsterdam,,, est une actrice, présentatrice et blogueuse néerlandaise d'origine tunisienne.

## Filmographie

### Cinéma
- 2009 : SpangaS op Survival (nl) : Marjana El Asmi
- 2009 : Carmen van het Noorden (nl) : Maryam
- 2010 : Eigen Ogen : Mounira
- 2010 : That's what I like about Nijmegen : Sylvana Snijder
- 2012 : Roken als een Turk : La serveuse
- 2012 : Hochmut : Mila
- 2013 : Bas & Ben Bang : Esalouise von Dadel
- 2014 : In Memory of Loving Chanelle : Jessica
- 2015 : De Domino Speler : Melika
- 2016 : Rokjesdag (nl) : Leila
- 2018 : Ameen : Yara
- 2019 : The Way To Paradise : La professeure

### Téléfilms
- 2008-2010 : SpangaS : Marjana El Asmi
- 2009 : Shouf Shouf! de serie (nl) : Leila
- 2009-2010 : ONM : Rabia El-Bassity
- 2011 : Hextasia : Duvessa
- 2012 : Van God Los (nl) : Mona Çeltik
- 2012 : Achter Gesloten Deuren (nl) : Chantal
- 2013 : Aaf (nl) : Aziza
- 2013 : Flikken Maastricht : La coiffeuse
- 2013 : Zusjes (nl) : Dame drogisterij
- 2014 : Moordvrouw : Sorina
- 2018 : #Forever : Nadia Massoud

## Animation
- 2016-2017 : Life Is Beautiful sur RTL4 : Présentatrice